# 哈森鎮區 (阿肯色州普雷里縣)
哈森鎮區（英語：Hazen Township）是位於美國阿肯色州普雷里縣的一個行政鎮區。

## 地方資料
哈森鎮區的面積為176.35平方千米，當中陸地面積為174.32平方千米，而水域面積為2.03平方千米。根據2010年美國人口普查的數據，當地共有人口1772人，而人口密度為每平方千米10.05人。